# Samseong-dong, Gwanak-gu
Samseong-dong (koreanska: 삼성동) är en stadsdel i Sydkoreas huvudstad Seoul. Den ligger i stadsdistriktet Gwanak-gu i den sydvästra delen av staden.